# Verkiezingen voor het Europees Parlement 2009/Kandidatenlijst/D66
De kandidatenlijst voor de Europese Parlementsverkiezingen 2009 van D66 is op het congres van 7 maart 2009 bekendgemaakt. D66 mag conform de Kieswet dertig kandidaten op de kandidatenlijst plaatsen.

## Kandidatenlijst
1. Sophie in 't Veld (*)
2. Gerben-Jan Gerbrandy (*)
3. Marietje Schaake (*)
4. Gerhard Mulder
5. Ivo Thijssen
6. Stientje van Veldhoven (vanaf 17 juni 2010 Tweede Kamerlid)
7. Erik Veldman
8. Tim Eestermans
9. Sietse Wijnsma
10. Johan Piet
11. Ernst Klatte
12. Unico van Kooten
13. Douwe Swierstra
14. Jolanta Polomski
15. At Ipenburg
16. Osman Bicen
17. Remco Jaasma
18. Jan Willem Bertens
19. Laurens Jan Brinkhorst
20. Annelien Bredenoord
21. Coen Brummer
22. Helga Duyfjes
23. Rineke Gieske
24. Fleur Gräper
25. Bibi van Ginkel
26. Mendeltje van Keulen
27. Floris Kreiken
28. Dirk van der Hagen
29. Hana van Ooijen
30. Björn van Roozendaal

Noot*: verkozen politici
CDA · 
PvdA ·
VVD ·
GroenLinks ·
SP ·
CU-SGP ·
D66 ·
Newropeans ·
Europa Voordelig! & Duurzaam ·
Solidara ·
PvdD ·
Europese Klokkenluiders Partij ·
De Groenen ·
PVV ·
Liberaal Democratische Partij ·
Partij voor Europese Politiek ·
Libertas